# 吳炳鍾
吳炳鍾（1923年—2003年8月31日），臺灣翻譯家、英語教育學家，編著有多部英語辭典、教學書籍。

## 簡歷
吳炳鍾的父親吳賚熙，祖籍廣東潮州，出生於新加坡，十八歲入英國劍橋大學，最後從醫學院畢業。1912年中華民國成立，吳賚熙即從英國到北平（現北京）定居，因此吳炳鍾早年生長在北平。吳炳鍾中學就讀教會學校育英中學（現北京市第二十五中學），中學畢業後就讀北平輔仁大學化學系。
1949年，吳炳鍾隨國府經香港遷居臺灣。早年任職於國立編譯館，後轉任孫立人的英文秘書，後又在軍方擔任多個重要口譯，包括擔任蔣中正之英語翻譯。
吳炳鍾曾任教於台灣大學、政治大學、輔仁大學，為臺灣最早推動英語教學的學者之一，也是台灣電視史上主持英語教學節目的第一人。
晚年退休移居美國加州，2003年8月31日於加州聖荷西因心臟病去世，享壽80歲。